# Mascarenhasia macrosiphon
Mascarenhasia macrosiphon är en oleanderväxtart som beskrevs av Baker.. Mascarenhasia macrosiphon ingår i släktet Mascarenhasia och familjen oleanderväxter. Inga underarter finns listade i Catalogue of Life.